# فرودگاه ایوو
فرودگاه ایوو (به انگلیسی: Yiwu Airport) یک فرودگاه نظامی و همگانی مسافربری با کد یاتا YIW است که یک باند فرود بتن دارد و طول باند آن ۲۵۰۰ متر است. این فرودگاه در کشور چین قرار دارد .

## شرکت‌های هواپیمایی و مقصدهای پروازی
Yuncheng Guangong Airport is served by the following airlines:
| شرکت‌های هواپیمایی   | مقصدهای پروازی |
| ------------------- | --- |
| ایر چاینا           | پکن، چنگدو شوانگلیو، چنگچینگ ییانگبی، بایون گوآنگجو، هانگجو ژیاشان، کونمینگ چانگشوی، تیانجین بینهای، اورومچی دیووپو فصلی: هنگ کنگ |
| هواپیمایی شرقی چین  | شانگهای پودنگ، هوهوت بایتا, ونچو یونگچیانگ,                                                                                       |
| هواپیمایی جنوبی چین | چانگشا هوانگهوا، هایکو میلان، هاربین تایپینگ، سانیا فونیکس                                                                        |
| جوی ایر             | هفئی ژینگیاو، ژنگژو سین‌ژنگ |
| شانگهای ایرلاینز    | شانگهای پودنگ |
| شنژن ایرلاینز       | سووارنابومی (آغاز از ۱۰ اوت ۲۰۱۷)، نانجینگ لوکو، شنژن بن                                                                          |
| ژیامن ایرلاینز      | نانجینگ لوکو، زیامن گائوچی |